# 腓特烈·奧古斯特一世 (歐登堡)

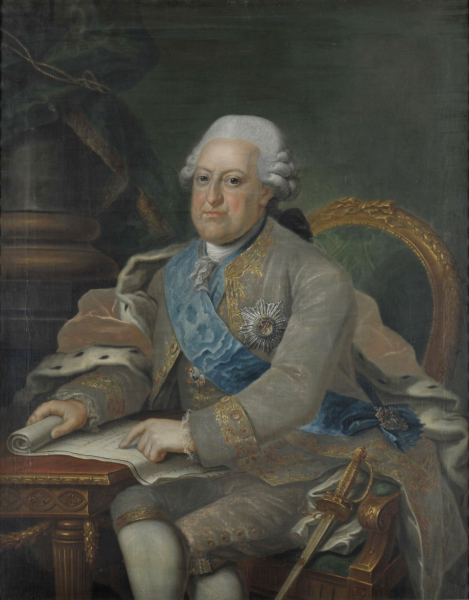
弗里德里希·奥古斯特一世 (奥尔登堡)

荷尔斯泰因-戈托普的弗里德里希·奥古斯特（Friedrich August von Holstein-Gottorp，1711年9月20日—1785年7月6日），吕贝克亲王主教。1773年，他获得了奥尔登堡和德尔门霍斯特伯国，并在次年被神圣罗马皇帝晋升为奥尔登堡公爵。

## 生平
腓特烈·奥古斯特一世是荷尔斯泰因-戈托普-奥伊汀的克里斯蒂安·奧古斯特与巴登-杜拉赫的阿尔贝汀·弗蕾德里克的第三子，1711年9月20日生于石勒苏益格的戈托普城堡。俄罗斯女沙皇伊丽莎白一世的未婚夫卡尔·奥古斯特是他的大哥；未来的瑞典国王阿道夫·腓特烈他的二哥；普魯士將軍格奧爾格·路德維希是他的弟弟；未来的俄罗斯沙皇彼得三世是他的堂姪；彼得三世的妻子叶卡捷琳娜二世是他的外甥女。他的祖辈详见下表：
| 奥尔登堡公爵 腓特烈·奥古斯特一世 | 父亲： 霍爾斯坦-戈托普的克里斯蒂安·奧古斯特 | 祖父： 石勒苏益格-荷尔斯泰因-戈托普公爵 克里斯蒂安·阿尔布雷希特 | 祖父之父： 石勒苏益格-荷尔斯泰因-戈托普公爵 弗里德里希三世 |
| 奥尔登堡公爵 腓特烈·奥古斯特一世 | 父亲： 霍爾斯坦-戈托普的克里斯蒂安·奧古斯特 | 祖父： 石勒苏益格-荷尔斯泰因-戈托普公爵 克里斯蒂安·阿尔布雷希特 | 祖父之母： 萨克森公主玛丽·伊丽莎白                         |
| 奥尔登堡公爵 腓特烈·奥古斯特一世 | 父亲： 霍爾斯坦-戈托普的克里斯蒂安·奧古斯特 | 祖母： 丹麦公主弗雷德里卡·阿玛利亚                              | 祖母之父： 丹麦国王弗雷德里克三世                          |
| 奥尔登堡公爵 腓特烈·奥古斯特一世 | 父亲： 霍爾斯坦-戈托普的克里斯蒂安·奧古斯特 | 祖母： 丹麦公主弗雷德里卡·阿玛利亚                              | 祖母之母： 不伦瑞克-卡伦贝格的索菲·阿玛丽埃                |
| 奥尔登堡公爵 腓特烈·奥古斯特一世 | 母亲： 巴登-杜拉赫的阿尔贝汀妮·弗里德里克   | 外祖父： 巴登-杜拉赫藩侯弗里德里希七世·马格努斯                 | 外祖父之父： 巴登-杜拉赫藩侯弗里德里希六世                 |
| 奥尔登堡公爵 腓特烈·奥古斯特一世 | 母亲： 巴登-杜拉赫的阿尔贝汀妮·弗里德里克   | 外祖父： 巴登-杜拉赫藩侯弗里德里希七世·马格努斯                 | 外祖父之母： 普法尔茨-克莱堡的克里斯汀妮·玛格达莲妮        |
| 奥尔登堡公爵 腓特烈·奥古斯特一世 | 母亲： 巴登-杜拉赫的阿尔贝汀妮·弗里德里克   | 外祖母： 荷尔斯泰因-戈托普的奥古斯苔·玛丽                       | 外祖母之父： 同祖父之父                                    |
| 奥尔登堡公爵 腓特烈·奥古斯特一世 | 母亲： 巴登-杜拉赫的阿尔贝汀妮·弗里德里克   | 外祖母： 荷尔斯泰因-戈托普的奥古斯苔·玛丽                       | 外祖母之母： 同祖父之母                                    |

1750年，弗里德里希·奥古斯特继承已被选为瑞典王储的哥哥阿道夫·腓特烈成为吕贝克亲王主教。1773年，俄罗斯沙皇太子兼荷尔斯泰因-戈托普公爵保羅将他世袭的荷尔斯泰因-戈托普公国交还丹麦，保罗获得奥尔登堡和德尔门霍斯特作为补偿。他随后将奥尔登堡和德尔门霍斯特赠予堂叔祖父荷尔斯泰因-戈托普的弗里德里希·奥古斯特作为采邑。弗里德里希·奥古斯特成为了奥尔登堡伯爵，并在次年被神圣罗马帝国皇帝约瑟夫二世晋封为公爵。
成为奥尔登堡公爵的弗里德里希·奥古斯特一世仍居住在荷尔斯泰因的奥伊汀。
弗里德里希·奥古斯特一世于1785年在奥尔登堡去世。他的儿子威廉继承了他的爵位，由于威廉患有精神疾病，不能执政，弗里德里希·奥古斯特的侄子吕贝克助理主教彼得成为摄政王并在威廉去世后成为公爵。

## 婚姻与子女
1752年11月21日，腓特烈·奧古斯特與黑森-卡塞爾的烏爾里克結婚。烏爾里克的父親是黑森-卡塞爾伯爵卡爾一世之子馬克西米利安，母親是黑森-達姆施塔特的弗蕾德里克·夏洛特。兩人育有一子二女：
- 子彼得·腓特烈·威廉（Peter Friedrich Wilhelm，1754年1月3日—1823年7月2日），1785年起为奥尔登堡公爵，因精神疾病无法执政。
- 长女路易丝（Luise，1756年—1759年），早夭
- 次女海德薇希·伊莉莎白·夏洛特（Hedwig Elisabeth Charlotte，1759年3月22日—1818年6月20日），1774年与堂兄瑞典王子、南曼兰公爵卡尔（后来的瑞典国王卡尔十三世）结婚，1809年成为瑞典王后。

| 腓特烈·奧古斯特一世 (歐登堡) 霍爾斯坦-戈托普王朝奥尔登堡王朝的分支出生于：1711年9月20日逝世於：1785年7月6日 | 腓特烈·奧古斯特一世 (歐登堡) 霍爾斯坦-戈托普王朝奥尔登堡王朝的分支出生于：1711年9月20日逝世於：1785年7月6日 | 腓特烈·奧古斯特一世 (歐登堡) 霍爾斯坦-戈托普王朝奥尔登堡王朝的分支出生于：1711年9月20日逝世於：1785年7月6日 |
| --- | --- | --- |
| 前任： 阿道夫·弗雷德里克                                                                                    | 呂貝克親王主教 1750年—1785年                                                                                | 繼任： 彼得                                                                                                 |
| 前任： 保羅一世                                                                                             | 奥尔登堡伯爵 1773年—1774年                                                                                  | 繼任： 升为公爵                                                                                             |
| 前任： 无                                                                                                   | 奥尔登堡公爵 1774年-1785年                                                                                  | 繼任： 威廉                                                                                                 |